# 士瓦本公爵
士瓦本公爵（德语：Herzöge von Schwaben）是德意志的部落公爵称号之一，与法兰克尼亚、萨克森、巴伐利亚和洛林的公爵（他们都是部落公爵）具有同等的地位。其领土后来被奥地利、符腾堡、巴伐利亚等诸侯瓜分。

## 早期士瓦本公爵
- 布耳夏德一世（英语：Burchard_I,_Duke_of_Swabia） 909年—911年
- 厄尔申格（英语：Erchanger,_Duke_of_Swabia） 915年—917年
- 布爾夏德二世（英语：Burchard_II,_Duke_of_Swabia） 917年—926年
- 赫尔曼一世 926年—949年
- 鲁道夫 950年—954年
- 布尔夏德三世 954年—973年
- 奥托一世 973年—982年

## 康拉丁王朝（英语：Conradines）
- 康拉德一世 982年—997年
- 赫尔曼二世 997年—1003年
- 赫尔曼三世 1003年—1012年

## 巴本堡王朝
- 恩斯特一世 1012年—1015年
- 恩斯特二世 1015年—1030年
- 赫尔曼四世 1030年—1038年

## 多家王室
- 亨利一世 1038年—1045年
- 奧托二世 1045年—1048年
- 奧托三世 1048年—1057年
- 莱茵费尔登的鲁道夫 1057年—1079年
- 貝托爾德一世 (1079年—1090年，於萊茵費爾登)
- 貝托爾德二世 (1092年—1098年，於柴林根)

## 霍亨斯陶芬王朝
- 腓特烈一世 1079年—1105年
- 腓特烈二世 1105年—1147年
- 腓特烈三世 1147年—1152年
- 腓特烈四世 1152年—1167年
- 腓特烈五世 1167年—1170年
- 腓特烈六世 1170年—1191年
- 康拉德二世 1191年—1196年
- 菲利普一世 1196年—1208年

## 韦尔夫王朝
- 不伦瑞克的奥托四世 1208年—1212年

## 霍亨斯陶芬王朝
- 腓特烈七世 1212年—1216年
- 亨利二世 1216年—1235年
- 康拉德三世 1235年—1254年
- 康拉德四世 1254年—1268年，即康拉丁